# Libra malvinense
La libra malvinense (en inglés Falkland Islands pound) es la divisa de las Islas Malvinas y las Islas Georgias del Sur y Sandwich del Sur. Su abreviatura es FKP (código ISO 4217) o £ o FK£ (proveniente del latín libra, que se refería a la unidad de masa).
Es fijada 1:1 a la libra esterlina británica. El gobierno británico de las Islas Malvinas emite billetes y monedas propias que tienen el mismo valor que la esterlina y son intercambiables. Ambas monedas son utilizadas en las islas, aunque la libra malvinense no es aceptada en el Reino Unido.

## Historia
La libra fue introducida tras la ocupación de las islas por los británicos en 1833; anteriormente, durante la administración de Luis Vernet, circuló el peso de las Islas Malvinas. Inicialmente, circulaba la moneda británica, con la libra subdividida en 20 chelines, cada uno con 12 peniques. Desde 1899 se ha emitido billetes especiales para las islas. En 1971, la libra fue decimalizada y subdividida en 100 peniques. Las monedas han sido acuñadas específicamente para las Malvinas desde 1974. Durante la ocupación argentina en 1982, circuló el Peso Ley 18.188, vigente en Argentina en ese entonces.

## Monedas
En 1974 fueron introducidas las monedas de ½, 1, 2, 5 y 10 peniques. Las monedas de 50 peniques fueron introducidas en 1980, seguidas por las de 20 peniques en 1982, 1 libra en 1987 y 2 libras en 2004. La moneda de medio penique se acuñó por poco tiempo. Versiones más pequeñas de 5p, 10p y 50p, que corresponden a las emitidas en ese momento en el Reino Unido, fueron emitidas en 1998, en sustitución de las versiones más grandes. Todas las monedas tienen la misma composición y tamaño que las correspondientes monedas británicas.
| Denominación (£) | Reverso                      |
| ---------------- | ---------------------------- |
| 0,01             | Pingüino papúa               |
| 0,02             | Cauquén común                |
| 0,05             | Albatros de ceja negra       |
| 0,10             | Lobo marino                  |
| 0,20             | Oveja                        |
| 0,50             | Guará                        |
| 1,00             | Escudo de las islas Malvinas |
| 2,00             | Mapa de las Malvinas         |

## Billetes
Entre 1899 y 1901, el gobierno introdujo billetes de 5 y 10 chelines, 1 y 5 libras. Los billetes de 5 chelines se emitieron hasta 1916. Siguiendo el sistema decimal en 1971, el billete de 10 chelines de la serie anterior se convirtió en el nuevo billete de 50 peniques, aunque conservó su antiguo diseño. Los billetes de 10 libras fueron introducidos en 1975, seguidos de los de 20 libras en 1984 y 50 libras en 1990. 
Los billetes en circulación son:
- 5 libras (rojo)
- 10 libras (verde)
- 20 libras (marrón)
- 50 libras (combinación de azul, verde y rojo)

Los billetes en las Malvinas cuentan con las mismas imágenes, sólo difiriendo en sus respectivas denominaciones y colores correspondientes. En la parte frontal, todos contienen un retrato de la reina Isabel II del Reino Unido, el escudo de las islas, un pequeño mapa de ellas, y las imágenes de los dos principales animales en la isla: pingüinos y lobos marinos. En la parte posterior, cuenta con imágenes de la Catedral de la Iglesia de Cristo en Puerto Argentino/Stanley y la Government House, la residencia oficial del Gobernador de las Islas Malvinas.
Los billetes son impresos por De La Rue en nombre de la Comisión de Moneda de las Islas Malvinas. En 2010 se hizo un pedido para la impresión de 200.000 billetes de £10 y de 200.000 billetes de £20 lo que representaría un suministro de billetes que durarían de 15 a 20 años.